# Siège de Kwiju-sŏn
 (signalé en mai 2025).
Si vous disposez d'ouvrages ou d'articles de référence ou si vous connaissez des sites web de qualité traitant du thème abordé ici, merci de compléter l'article en donnant les références utiles à sa vérifiabilité et en les liant à la section « Notes et références ».
- Archive Wikiwix
- Bing
- Cairn
- DuckDuckGo
- E. Universalis
- Gallica
- Google
- G. Books
- G. News
- G. Scholar
- Persée
- Qwant
- (zh) Baidu
- (ru) Yandex
- (wd) trouver des œuvres sur Wikidata

Le Siège de Kwiju-sŏn (hangeul : 귀주성전투) est une bataille prenant place lors de l'Invasion mongole de la Corée en 1231. Les troupes coréennes parviennent à tenir une siège dans l'actuelle Kusong de septembre 1231 à janvier 1232 et à mettre en échec les troupes mongoles qui doivent se replier. 